# Rafael Castillo (botánico)
Rafael Castillo Pinilla (1939) es un botánico colombiano.

## Eponimia
- (Annonaceae) Guatteria castilloi Maas & Westra[1]
- (Rubiaceae) Bouvardia castilloi Borhidi & García Gonz.[2]

## Algunas publicaciones
- rafael Castillo Pinilla. 2010. Flora de la Real Expedición Botánica del Nuevo Reyno de Granada: Solanáceas (2): Géneros Saracha, Schultesianthus, Schwenckia, Sessea, Solanum y Witheringia / determinaron las láminas y redactó los textos Rafael Castillo Pinilla. Volumen 38. Editor Ed. de Cultura Hispánica, 114 pp. ISBN 848347123X
- ------------------------------. 2004. Flora de la Real Expedición Botánica del Nuevo Reino de Granada: Géneros Acnistus, Browallia, Capsicum, Cestrum, Cyphomandra, Datura, Deprea, Dunalia, Jaltomata, Juanulloa, Lycianthes, Markea, Nicandra, Nicotiana, Nierembergia, Physalis y Salpichroa. Volumen 1. Editor Ed. Cultura Hispánica, 158 pp. ISBN 8472327345
- ------------------------------. 1974. Sinopsis de la familia Solanaceae en Colombia. Editor R.C. Pinilla, 484 pp.